# Receptor metabotrópico de glutamato 8
O receptor metabotrópico de glutamato 8 é uma proteína que em seres humanos é codificada pelo gene GRM8.  Os receptores metabotrópicos de glutamato são uma família de receptores acoplados à proteína G.